# 天主教納庫魯教區
天主教納庫魯教區（拉丁語：Dioecesis Nakurensis）是肯亞一個羅馬天主教教區，屬內羅畢總教區。
教區立於1968年1月11日，包括納庫魯縣和巴林戈縣。2004年有230,822名教友（佔轄區總人口15.7%）、三十八個堂區、103名司鐸。現任教區主教為茂禮·穆哈蒂亞·馬昆巴。